# Gonatocerus brachyurus
Gonatocerus brachyurus is een vliesvleugelig insect uit de familie Mymaridae. De wetenschappelijke naam is voor het eerst geldig gepubliceerd in 1938 door Ogloblin.